# U-25号潜艇 (1913年)
陛下之25号潜艇是德意志帝国海军建造的一艘潜艇或称U艇。它由基尔的日耳曼尼亚船厂承建，于1913年7月12日下水，至1914年5月9日交付使用。U-25号是在第一次世界大战海战期间服役的329艘德国潜艇之一，并参加了大西洋潜艇战役。在其三次巡逻中，共击沉了21艘船只，容积总吨为14145吨。此外，它还击伤了1艘163总吨的商船。战后，U-25号于1919年2月23日被引渡至法国正式投降，并于1921年至1922年间在瑟堡拆解报废。

## 历史
U-25号是由德意志帝国海军于1911年3月18日向基尔的日耳曼尼亚船厂订购。它自1912年5月7日开始铺设龙骨，1913年7月12日下水，至1914年5月9日交付使用。其首任艇长为海军上尉奥托·温舍，他担任此职至1915年9月15日。之后，海军上尉阿尔弗雷德·扎尔韦希特尔接管了潜艇指挥权。从1917年10月23日至12月29日，U-25号的艇长为海军上尉埃米尔·霍伊辛格·冯·瓦尔德格。
第一次世界大战期间，U-25号共参加了三次巡逻，合计击沉21艘商船，容积总吨为14145吨；另计击伤1艘163总吨的船只。战后，根据对德停战协议的要求，该艇于1919年2月23日移交法国正式向协约国投降，并于1921年至1922年间在瑟堡拆解报废。

## 袭击历史摘要
| 日期          | 船名         | 船籍       | 吨位 | 结局 |
| ------------- | ------------ | ---------- | ---- | ---- |
| 1915年6月7日  | 格利特峰号   | 挪威       | 717  | 击沉 |
| 1915年6月7日  | 诺丁汉号     | 英国       | 165  | 击沉 |
| 1915年6月7日  | 彭特兰号     | 英国       | 204  | 击沉 |
| 1915年6月7日  | 土星号       | 英国       | 183  | 击沉 |
| 1915年6月7日  | 速度号       | 英国       | 186  | 击沉 |
| 1915年6月9日  | 加的夫号     | 英国       | 163  | 击沉 |
| 1915年6月9日  | 卡斯托耳号   | 英国       | 182  | 击沉 |
| 1915年6月9日  | J·莱曼号     | 英国       | 197  | 击沉 |
| 1915年6月9日  | 突尼斯人号   | 英国       | 211  | 击沉 |
| 1915年7月4日  | 光束号       | 英国       | 132  | 击沉 |
| 1915年7月8日  | 安娜号       | 俄罗斯帝国 | 2000 | 击沉 |
| 1915年7月8日  | 吉多号       | 英国       | 2093 | 击沉 |
| 1915年7月9日  | 诺达斯号     | 挪威       | 1111 | 击沉 |
| 1915年7月11日 | 海恩顿号     | 英国       | 156  | 击沉 |
| 1915年7月11日 | 叙利亚人号   | 英国       | 176  | 击沉 |
| 1915年7月11日 | 弗利特伍德号 | 英国       | 163  | 击伤 |
| 1915年8月6日  | 玛伊号       | 瑞典       | 920  | 击沉 |
| 1915年8月7日  | 诺尔曼号     | 挪威       | 1060 | 击沉 |
| 1915年8月10日 | 奥拉号       | 挪威       | 396  | 击沉 |
| 1915年8月14日 | 阿尔比斯号   | 挪威       | 1381 | 击沉 |
| 1915年8月17日 | 矿物号       | 挪威       | 649  | 击沉 |
| 1915年8月19日 | 布拉斯号     | 挪威       | 1863 | 击沉 |

## 脚注
1. ↑  Helgason, Guðmundur. . German and Austrian U-boats of World War I - Kaiserliche Marine - Uboat.net.   [10 December 2014].
2. ↑  Gröner，第4–5頁.
3. ↑  Herzog，第67頁.
4. ↑  Herzog，第88頁.
5. ↑  Helgason, Guðmundur. . German and Austrian U-boats of World War I - Kaiserliche Marine - Uboat.net.   [10 December 2014].